# Кери Бајрон
Кери Елизабет Бајрон (рођена 18. децембра 1974.) је америчка тв водитељка, најпознатија по раду на емисији Дискавери канала, Разоткривачи митова.

## Детињство и младост
Бајрон је рођена у Калифорнији. Дипломирала је вајарство 1998. године. Наредну годину је провела путујући, претежно по јужној Азији.

## Каријера

### Разоткривачи митова
Бајрон је била део тима Разоткривача митова од 2. до 12. сезоне. Она је заједно са колегама Грантом Имахаром и Торијем Балечијем била део "Тима за прављење" познатим и као Б тим (енгл. The Build Team). Б тим је радио са Севиџом и Хајнеманом на тестирању митова. Она, Белечи и Имахара су били водитељи својих сегмената. Она је постала укључена у емисију након дугог појављивана у Хајнемановој радионици, М5 Индустрис. Она и остали чланови Б тима су добили већу улогу у другој сезони. Пошто није била укључена у шоубизнис, у почетку јој је било тешко да се навикне на снимање, али се брзо навикла.
Током пола сезоне 2009. године је била на породиљском одсуству. 
У августу 2014. године најављено је да ће Кери, Тори и Грант напустити емисију.

### Уметност
Уметност и вајање су важни делови њеног живота. Она каже да се сваког дана бави неким обликом уметности и тврди да би "полудела да се не бави њом". Кери прави своје скулптуре од глине, дрва и метала. Бајрон је овјавила нека своја дела на њеном сајту, попут фотографија, скулптура и цртежа. 
Након Разоткривача митова, Кери је наставила да прави скулптуре, али их више не приказује на изложбама. Изнела је да их тако прави само због себе.

## Лични живот
Бајрон се удала за уметника Пола Уриха у марту 2006. године. Они имају ћерку Стелу, која је рођена 28. јуна 2009. године.
Бајрон је атеиста од детињства. Изјавила је да је вегетаријанац, иако повремено једе рибу. Током снимања Разоткривача митова је признала да се плаши бацила.